# Владимировка (Луганская область)
Владимировка (укр. Володимирівка) — село, относится к Сватовскому району Луганской области Украины.
Население по переписи 2001 года составляло 188 человек. Почтовый индекс — 92621. Телефонный код — 6471. Занимает площадь 1,026 км². Код КОАТУУ — 4424082502.

## Местный совет
92620, Луганська обл., Сватівський р-н, с. Куземівка, вул. Молодіжна, 7  (укр.)